# Dicranomyia fulvonigrina
Dicranomyia fulvonigrina är en tvåvingeart som först beskrevs av Alexander 1965.  Dicranomyia fulvonigrina ingår i släktet Dicranomyia och familjen småharkrankar. Inga underarter finns listade i Catalogue of Life.